# 베이징 이공대학 축구단
베이징 이공대학 축구단(중국어: 北京理工大学足球俱乐部, 영어: Beijing Institute of Technology FC)는 중화인민공화국 베이징시를 연고로 하는 축구 클럽이다. 2007년부터 현재까지 중국 을급리그에 참가하고 있으며 소속 선수들은 모두 베이징 이공대학 재학생으로 구성되어 있다.

## 역사
- 2000년: 창단
- 2001년: 중국 대학생 축구 리그에 처음 참가했으며 2001년부터 2006년까지 4회 우승(2002년, 2003년, 2004년, 2006년)을 차지함
- 2003년: 유니버시아드 중화인민공화국 대표로 참가함
- 2006년: 중국 을급리그에서 우승을 차지하면서 갑급리그로 승격됨

## 클럽 명칭 역사
- 2000-2006: 베이징 이공대학 (北京理工大学)
- 2007-2008: 베이징 아이궈저(愛國者, 애국자) 대학생 (北京爱国者大学生)
- 2009: 베이징 구이런냐오(貴人鳥, 귀인조) 대학생 (北京贵人鸟大学生)
- 2010: 베이징 이공대학 (北京理工大学)
- 2011: 베이징 361° 대학생 (北京361°大学生)

## 같이 보기
- 베이징 이공대학